# 塞克什白堡
塞克什白堡（匈牙利語發音：[ˈseːkɛʃfɛheːrvaːr] ⓘ，德語發音：[ʃtuːlˈvaɪ̯sn̩bʊʁk] ⓘ，施图尔韦森堡）是匈牙利中部城市，地处巴拉顿湖北，布達佩斯西南50公里，费耶尔州首府。由盖萨大公于972年建成。10至16世紀為匈牙利王國首都，多位國王加冕及埋葬於此。
布达佩斯东南。塞克什白堡地名中的“塞克”（szék）在匈牙利语中意为“王座”，来自突厥语的seki（台地、座位）。显示了其在匈牙利王国早期的重要政治地位。
虽然后来匈牙利首都先后迁移到埃斯泰尔戈姆、布达和维谢格拉德，但直到中世纪结束，匈牙利国王的加冕（共计37位国王）和埋葬（共17位）均在塞克什白堡。在奧斯曼帝國占领时期，该城居民几乎消亡殆尽，但到了18世纪，塞克什白堡人口重新恢复。

## 名人
- 索博斯萊·多米尼克：職業足球運動員。[2]
- 奧班·維克多：匈牙利右翼政治人物，现任匈牙利总理。